# Krag-Jørgensen

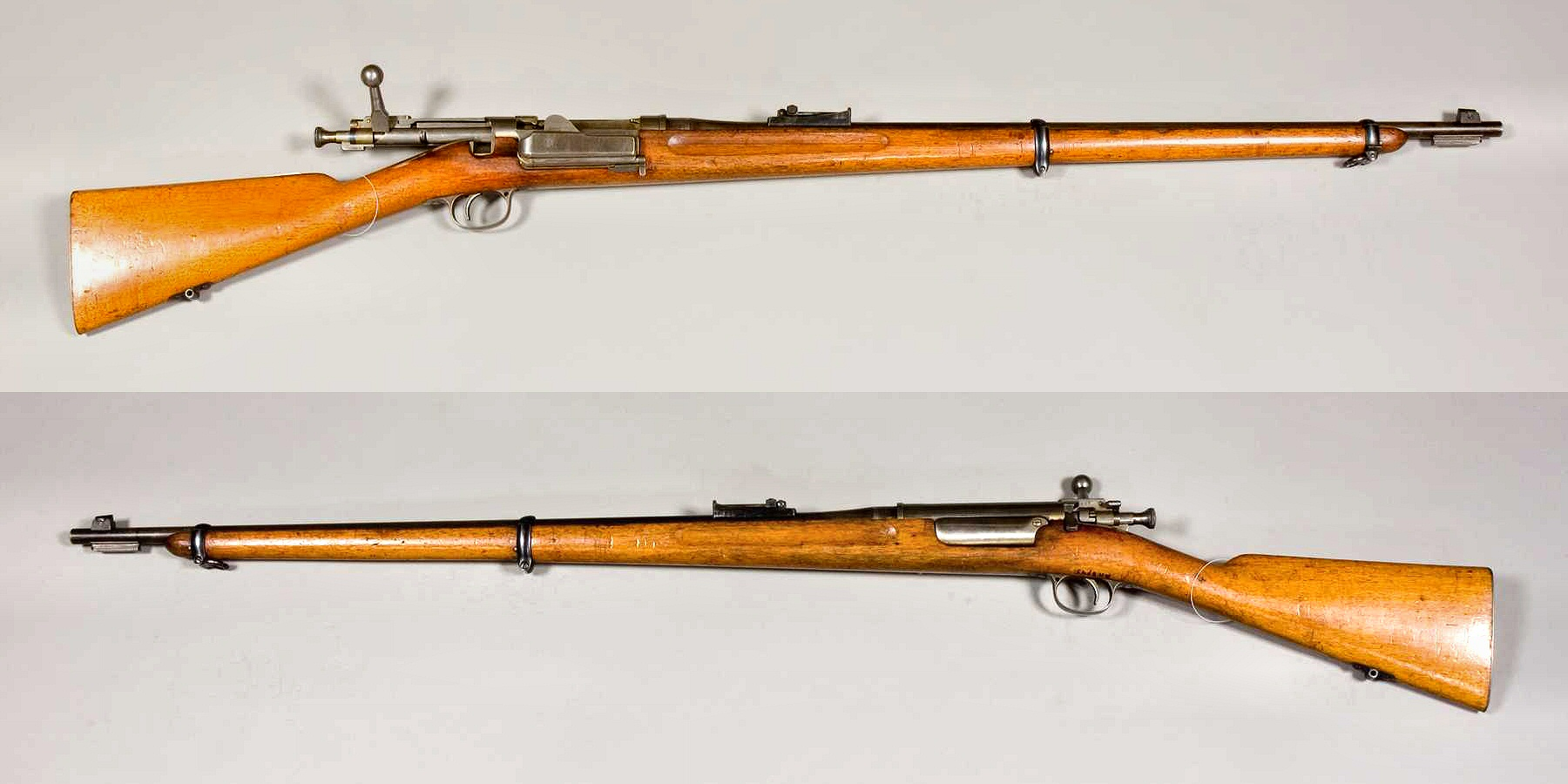
Protótipo do fuzil Krag Jørgensen de 1892.

O Krag Jørgensen é um fuzil por ação de ferrolho desenvolvido pelos noruegueses Ole Herman Johannes Krag e Erik Jørgensen no final do Século XIX. Foi adotado como fuzil de serviço padrão pela Dinamarca, Estados Unidos e Noruega. Cerca de 300 foram entregues às forças Bôeres da antiga República Sul-Africana.

## Características
Uma característica marcante do mecanismo de ação do Krag Jørgensen é seu carregador. Enquanto muitos outros fuzis de sua época usam um carregador de caixa integral ou clipe de tira, o carregador do Krag Jørgensen é parte integrante do receptor (a parte do fuzil que abriga as partes operacionais), apresentando uma abertura no lado direito com tampa articulada. Em vez de um carregador, cartuchos individuais são inseridos pela abertura lateral e depois são empurrados para cima, para o mecanismo de ação de disparo por uma mola. Posteriormente, semelhante a um carregador, um clipe do tipo garra seria feito para o Krag Jørgensen que permitia que o carregador fosse preenchido de uma só vez, também conhecido como "Krag speedloader magazine".
O projeto apresenta vantagens e desvantagens em comparação com um carregador de "caixa" de carregamento pelo topo. O carregamento normal era de um cartucho de cada vez, e isso poderia ser feito mais facilmente com um Krag do que um fuzil com um carregador de caixa. Na verdade, vários cartuchos podem ser inseridos no depósito aberto de um Krag de uma só vez, sem a necessidade de colocação cuidadosa e, ao fechar a porta do depósito, os cartuchos são forçados a alinhar-se corretamente dentro do depósito. O design também era fácil de "encher" e, ao contrário da maioria dos pentes de carregamento superior, o pente do Krag-Jørgensen podia ser abastecido sem abrir o ferrolho do fuzil. O Krag Jørgensen é um fuzil popular entre os colecionadores e é apreciado pelos atiradores por sua ação suave.

## Variantes
| País           | Modelo                     | Comprimento | Comprimento do cano | Peso     |
| -------------- | -------------------------- | ----------- | ------------------- | -------- |
| Dinamarca      | Fuzil 1889                 | 1.328 mm    | 832 mm              | 4,275 kg |
| Dinamarca      | Carabina 1889              | 1.100 mm    | 610 mm              | 3,96 kg  |
| Dinamarca      | Rifle de atirador 1928     | 1.168 mm    | 675 mm              | 5,265 kg |
| Noruega        | Fuzil M1894                | 1.267,5 mm  | 760 mm              | 4,221 kg |
| Noruega        | Carabina M1895 & M1897     | 1.016 mm    | 520 mm              | 3,375 kg |
| Noruega        | Carabina M1904 & M1907     | 1.016 mm    | 520 mm              | 3,78 kg  |
| Noruega        | Carabina para jovens M1906 | 986 mm      | 520 mm              | 3,375 kg |
| Noruega        | Carabina M1912             | 1.107 mm    | 610 mm              | 3,96 kg  |
| Noruega        | Fuzil de precisão M1923    | 1.117 mm    | 610 mm              | 4,05 kg  |
| Noruega        | Fuzil de precisão M1925    | 1.117 mm    | 610 mm              | 4,455 kg |
| Noruega        | Fuzil de precisão M1930    | 1.220 mm    | 750 mm              | 5,157 kg |
| Estados Unidos | Fuzil M1892                | 1.244,6 mm  | 762 mm              | 4,221 kg |
| Estados Unidos | Carabina M1892             | 1.046,5 mm  | 558,8 mm            | 3,735 kg |
| Estados Unidos | Fuzil M1896                | 1.244,6 mm  | 762 mm              | 4,023 kg |
| Estados Unidos | Fuzil cadete M1896         | 1.244,6 mm  | 762 mm              | 4,05 kg  |
| Estados Unidos | Carabina M1896             | 1.046,5 mm  | 558,8 mm            | 3,488 kg |
| Estados Unidos | Fuzil M1898                | 1.247,1 mm  | 762 mm              | 4,05 kg  |
| Estados Unidos | Carabina M1898             | 1.046,5 mm  | 558,8 mm            | 3,51 kg  |
| Estados Unidos | Carabina M1899             | 1.046,5 mm  | 558,8 mm            | 3,542 kg |
| Estados Unidos | Carabina policial M1899    | 1.046,5 mm  | 558,8 mm            | 3,614 kg |